# Retrato de Luca Pacioli
El retrato de Luca Pacioli es una pintura atribuida al artista renacentista italiano Jacopo de' Barbari, que data de alrededor de 1500 y se encuentra en el Museo de Capodimonte, Nápoles, en el sur de Italia.

## Historia
La pintura, que retrata al matemático renacentista Luca Pacioli, se menciona por primera vez en un inventario de 1631 del Palacio Ducal de Urbino.
Más tarde se trasladó a Florencia a través de  Vittoria della Rovere-Medici, perteneciente a las dinastías reinantes de Urbino y Toscana. La pintura reapareció en el siglo XIX, como propiedad de la rama Ottaviano de los Médicis. Posteriormente fue adquirida por el estado italiano para evitar que se venda a Inglaterra.

## Atribución
La pintura ha sido genéricamente atribuida a Jacopo de 'Barbari debido a la presencia de un cartucho con la inscripción IACO.BAR. VIGENNIS. P. 1495, con la enigmática presencia de una mosca encima. Sin embargo, la atribución al pintor veneciano ahora se considera errónea, debido a consideraciones pictóricas e históricas.
La pintura ha sido incluso atribuida a Leonardo da Vinci, que había colaborado con Pacioli cuando se trasladó a Milán en 1496.

## Descripción
La pintura retrata al fraile y matemático con una mesa llena de herramientas geométricas: pizarra, tiza, brújula y un modelo de dodecaedro. También aparece un rombicuboctaedro, medio lleno de agua y caracterizado por un efecto del triple reflejo detallado del Palacio Ducal de Urbino y que está suspendido del techo. Pacioli está demostrando un teorema escrito por Euclides en un libro abierto. El libro cerrado, con la inscripción LI.RI.LUC.BUR. –Liber reverendi Luca Burgensis— se supone que es su Summa de arithmetica, geometria. Proportioni et proportionalita (1494).
El personaje de la derecha no ha sido identificado de manera concluyente; podría ser Guidobaldo da Montefeltro, el entonces duque de Urbino que fue un ferviente erudito de las matemáticas y al que se le dedicó la Summa, el pintor alemán Alberto Durero, o con un Francesco di Bartolomeo Archinto, de quien existe un retrato muy similar, de la escuela leonardesca, en la  National Gallery de Londres.
En el artículo Osservando il quadro di Capodimonte: nuove ipotesi per gli enigmi del ritratto di Luca Pacioli, publicado en el libro Luca Pacioli tra Piero della Francesca e Leonardo, del Editor Stefano Zuffi, Marsilio Editore, Venecia, 2017, La investigadora Carla Glori, por investigación histórica, ha llegado a la conclusión de que el joven que está en pie a la derecha, detrás del fraile, es Galeazzo Sanseverino.